# Hermann Volz (Gewichtheber)
Hermann Volz war ein deutscher Gewichtheber.

## Karriere
Hermann Volz belegte bei den Olympischen Sommerspielen 1928 in Amsterdam den 8. Platz in der Klasse über 82,5 kg.